# زغبورة زعرورية
زغبورة زعرورية (الاسم العلمي:Stigmella crataegella) هي نوع من الحشرات تتبع جنس الزغبورة من فصيلة السليلات.